# Johannes Wilhelmus van Rijswijk
Pour les articles homonymes, voir Rijswijk (homonymie).
Johannes Wilhelmus van Rijswijk, né le 27 janvier 1733 à Leeuwarden et mort dans cette ville le 10 juillet 1806, est un homme politique néerlandais.

## Biographie
Van Rijswijk est ordonné prêtre en septembre 1757. Il officie à Oosterend de 1759 à 1786 puis à Harlingen jusqu'en 1791. 
Le 27 mai 1796, il remplace à la première Assemblée nationale batave Simon Stijl, nommé à la commission constitutionnelle. Il représente le district de Sneek. À l'Assemblée, il se prononce pour la séparation de l'Église et de l'État et pour l'égalité des religions.